# Marguerite au rouet
Gretchen am Spinnrade
Marguerite au rouet (Gretchen am Spinnrade en allemand), op. 2 (D. 118), est un lied pour voix et piano, composé en 1814 par Franz Schubert, sur un poème de Johann Wolfgang von Goethe Gretchen am Spinnrade, publié en 1808. Il est le premier des 72 poèmes de Goethe mis en musique par Schubert.

## Historique
Nous ne connaissons qu'une seule version manuscrite, sans rature ni repentir, datée du 19 octobre 1814. Le lied (avec d'autres) a été édité le 30 mars 1821 chez Diabelli, grâce au soutien financier de ses amis. Le ténor Adolphe Nourrit fut le premier à chanter Marguerite au rouet en français, dans les salons parisiens, dans les années 1830.
Peu avant l'écriture de ce lied, une messe de Schubert avait été donnée dans l'église de sa paroisse, et il était tombé amoureux de la jeune Thérèse Grob qui en avait été la soliste. L'écriture de ce lied semble liée aux tourments qu'il éprouvait - né en janvier 1797, il venait d'avoir dix-sept ans.
Franz Liszt en a fait un arrangement pour piano, et un autre pour soprano et orchestre.

## Analyse
Le poème est tiré de la première partie du Faust de Goethe. Schubert en a suivi le texte ligne à ligne : Marguerite a été séduite par Faust mais celui-ci la délaisse, elle est seule, elle file la laine, aspire à son retour et ses baisers lui manquent : Ach, sein Kuss ! (littéralement « Ah ! son baiser »). Par sa musique, Schubert ajoute une dimension de douceur meurtrie au poème de Goethe, désormais tout est dit : le passé innocent de Marguerite, son exaltation présente, son avenir désespéré.

## Discographie sélective
- Gundula Janowitz et Irwin Gage au piano chez Deutsche Grammophon (2713012-5X30)
- Elizabeth Schwarzkopf et Edwin Fischer au piano, chez EMI (051-00404)